# Première bataille du cap Saint-Vincent (1780)
Pour les articles homonymes, voir Bataille du cap Saint-Vincent.
Guerre d'indépendance des États-Unis
La première bataille du cap Saint-Vincent de 1780 a eu lieu au large de la côte sud du Portugal le 16 janvier 1780 pendant la guerre d'indépendance des États-Unis. Une flotte britannique de l'amiral George Brydges Rodney y a vaincu une escadre espagnole sous le commandement de Juan de Lángara.
Elle est ainsi nommée car il y a eu une seconde bataille du cap Saint-Vincent en 1780. Elle aussi surnommée The Moonlight Battle  (« La bataille au clair de lune »), car elle s'est poursuivie pendant la nuit.

## Contexte
L'un des principaux objectifs de l'Espagne en entrant en guerre aux côtés des Américains en 1779 est de récupérer Gibraltar, perdu au profit des Anglais en 1704. Les Espagnols prévoient de reprendre Gibraltar en mettant en place un blocus et en affamant sa garnison, qui comprend des troupes de Grande-Bretagne et de l'électorat de Hanovre. Le siège débute formellement en juin 1779, lorsque les Espagnols établissent un blocus terrestre autour du rocher de Gibraltar. Cependant, le pendant maritime est faible en comparaison, et les Britanniques découvrent que de petits navires rapides peuvent échapper aux assiégeants, alors que les navires de ravitaillement, plus grands et plus lents, ne le peuvent pas en général. À la fin de l'année 1779 cependant, les réserves de Gibraltar se sont sérieusement réduites et son commandant, le général George Eliott, demande à Londres de lui venir en aide.
Un convoi de ravitaillement est organisé, et à la fin de décembre 1779, une importante flotte quitte l'Angleterre sous le commandement de l'amiral George Brydges Rodney. Bien que l'ordre principal de Rodney est de commander la flotte des Antilles, il a reçu l'instruction secrète de d'abord ravitailler Gibraltar et Minorque. Le 4 janvier 1780, la flotte se divise, les navires pour les Antilles partant vers l'ouest. Cela laisse Rodney aux commandes de 19 navires de ligne qui doivent accompagner les navires de ravitaillement à Gibraltar.
Le 8 janvier 1780, des navires de la flotte de Rodney repèrent un ensemble de voiles. Donnant la chasse avec leurs navires plus rapides grâce au doublage en cuivre, les Britanniques déterminent qu'il s'agit d'un convoi de ravitaillement espagnol qui n'est protégé que par un seul navire de ligne et plusieurs frégates. L'ensemble du convoi est capturé (en), avec le seul navire de ligne, le Guipuzcoana, amenant ses couleurs après un échange de tirs superficiel. Le Guipuzcoana est doté d'un petit équipage de prise et renommé HMS Prince William, en l'honneur du Prince William, troisième fils du roi, qui sert comme midshipman dans la flotte. Rodney détache ensuite le HMS America et la frégate HMS Pearl (1762) (en) pour escorter la plupart des navires capturés jusqu'en Angleterre ; le Prince William est ajouté à sa flotte, tout comme certains des navires de ravitaillement qui transportent des biens qui seront probablement utiles à la garnison de Gibraltar. Le 12 janvier, le HMS Dublin, qui a perdu une partie de son mât de flèche le 3 janvier, souffre de dommages supplémentaires et hisse un pavillon de détresse. Assisté par le HMS Shrewsbury, il parvient à Lisbonne le 16 janvier.

## Bataille

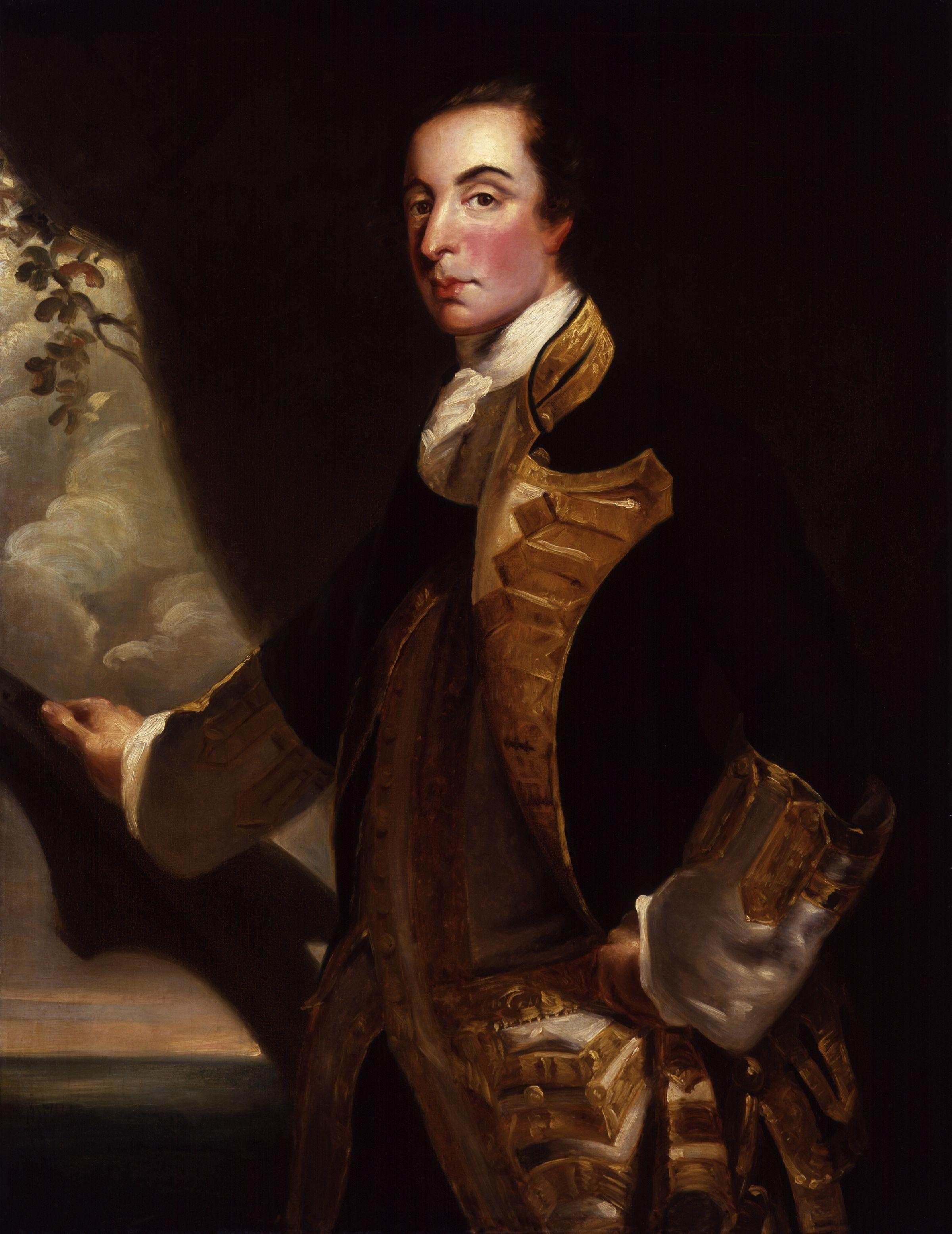
Portrait de l'amiral George Rodney par Joshua Reynolds (date inconnue).

Rodney est malade et passe la totalité de l'action dans sa couchette. Son flag captain, Walter Young, exhorte Rodney de donner l'ordre d'engager la flotte espagnole lorsqu'elle est aperçue la première fois, mais Rodney donne seulement l'ordre de former une ligne de front. Lángara commence à établir une ligne de bataille mais lorsqu'il mesure l'importance de la flotte de Rodney, il donne l'ordre de mettre les voiles pour Cadix. Vers 14 h, lorsque Rodney est certain que les navires aperçus ne sont pas l'avant-garde d'une flotte plus importante, il donne des ordres pour une chasse générale. Rodney demande à sa flotte de donner la chasse à la meilleure vitesse possible et d'engager les navires espagnols par l'arrière lorsqu'ils arrivent sur eux. Ils ont également reçu l'ordre de naviguer sous le vent des Espagnols pour interférer avec toute tentative de leur part de gagner la sécurité d'un port, une tactique qui empêche également les navires espagnols d'ouvrir leurs sabords inférieurs. Grâce au doublage en cuivre de leurs coques, les navires de la Royal Navy sont plus rapides et gagnent rapidement sur les Espagnols.
La chasse dure environ deux heures, et la bataille commence finalement aux alentours de 16 h. Le Santo Domingo, à l'arrière de la flotte espagnole, reçoit des bordées du HMS Edgar, du HMS Marlborough et du HMS Ajax avant d'exploser vers 16 h 40, causant la perte de tout son équipage sauf un,. Le Marlborough et l'Ajax dépassent ensuite la Princessa (en) pour engager d'autres navires espagnols. La Princessa est finalement engagée dans une bataille longue d'une heure avec le HMS Bedford avant d'amener ses couleurs vers 17 h 30. À 18 h, la nuit commence à tomber et une discussion s'engage à bord du HMS Sandwich, le vaisseau amiral de Rodney, pour décider s'il faut ou non continuer la poursuite. Bien que le capitaine Young est crédité dans certains récits pour avoir poussé Rodney à le faire, le Dr Gilbert Blane (en), médecin de la flotte, le rapporte comme étant une décision du conseil.

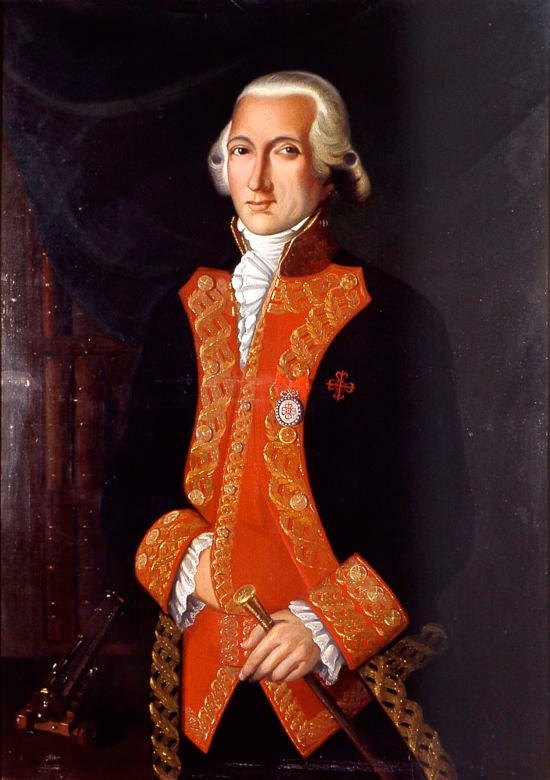
Portrait de Juan de Lángara.

La chasse se poursuit dans la nuit noire, ce qui l'a conduite à être connue sous le nom de « bataille du Clair de lune », puisqu'il était rare à l'époque pour les batailles navales de continuer après le coucher du soleil. À 19 h 30, le HMS Defence arrive à hauteur du navire amiral de Lángara, le Fenix (en) et l'engage dans une bataille de plus d'une heure. Il reçoit plusieurs bordées en étant dépassé par le HMS Montagu et le HMS Prince George et Lángara est blessé dans la bataille. Le Fenix se rend finalement au HMS Bienfaisant, qui arrive à la fin de la bataille et brise par un tir son grand mât. La prise du Fenix se trouve compliquée par une épidémie de variole à bord du Bienfaisant. Le capitaine John MacBride (en), plutôt que d'envoyer un équipage de prise possiblement infecté, informe Lángara de la situation et les laissent lui et son équipage libres sur parole.
À 9 h 15, le Montagu engage la Diligente (en) qui capitule après que le mât de hune de son grand mât est arraché. Vers 23 h, le San Eugenio se rend après avoir eu tous ses mâts arrachés par les tirs du HMS Cumberland, mais la mer difficile rend impossible la montée à bord d'un équipage de prise jusqu'au matin. Ce duel est dépassé par le HMS Culloden et le Prince George qui engagent le San Julián et l'obligent à se rendre vers 13 h. Le dernier navire à abandonner est le Monarca (en). Il parvient presque à s'échapper, brisant le mât de hune du HMS Alcide, mais est engagé dans une longue bataille avec la frégate HMS Apollo. Apollo réussit à tenir le combat inégal jusqu'à l'arrivée sur les lieux du navire amiral de Rodney, le Sandwich, vers 2 h. Le Sandwich tire une bordée, ignorant que le Monarca a déjà amené ses couleurs.
Les Britanniques prennent six navires. Quatre navires de ligne espagnols et les deux frégates de la flotte s'échappent, bien qu'il ne soit pas clair d'après les sources si deux des navires espagnols étaient même présents avec la flotte au moment de la bataille. Le compte-rendu de Lángara affirme que le San Justo et le San Genaro n'étaient pas dans sa ligne de bataille (bien qu'ils soient listés dans des registres espagnols comme faisant partie de sa flotte). Le rapport de Rodney affirme quant à lui que le San Justo s'est échappé mais fut endommagé durant la bataille, et que le San Genaro s'est échappé sans dommage. D'après une source, deux des navires de Lángara (lesquels ne sont pas spécifiés) furent envoyés avant les combats pour examiner d'autres voiles non identifiées.